# I Love Lady Gaga
I Love Lady Gaga è un singolo del gruppo musicale folk e indie rock 77 Bombay Street, il quarto estratto dal primo album studio Up in the Sky. È stato pubblicato il 25 settembre 2011.

## Tracce
CD e iTunes
1. I Love Lady Gaga - 3:26

## Formazione
- Matt Buchli - voce, chitarra acustica
- Joe Buchli - chitarra elettrica
- Simri-Ramon Buchli - basso
- Esra Buchli - batteria